# دره طویل
دره طویل یا دره دراز (به انگلیسی:The Long Valley) یک مجموعه داستان کوتاه از جان استاین‌بک نویسنده آمریکایی است که برای اولین بار در سال ۱۹۳۸ انتشار یافت.
این کتاب از ۱۲ داستان کوتاه تشکیل شده‌است. داستان‌های کوتاه در طی چند سال نوشته و در محل تولد استاین بک دره سالیانس در کالیفرنیا مرتب و تنظیم شده‌اند.

## داستان‌ها
- گل داوودی
- بلدرچین سفید
- پرواز
- مار
- صبحانه
- حمله
- افسار
- پارتیزان
- جانی خرس
- اسب قرمز
- قتل
- سنت کتیِ باکره

## ترجمه به فارسی
این مجموعه داستان به زبان فارسی ترجمه شده و با مشخصات زیر به چاپ رسیده است:
- ‏دره‌ دراز، ت‍رج‍مۀ س‍ی‍روس‌ طاه‍ب‍از، ت‍ه‍ران‌: امیر کبیر، کتاب‌های جیبی: مؤسسۀ انتشارات فرانکلین‏‫، ۱۳۴۷.
- دره‌ دراز، ترجمۀ اسدالله امرایی، تهران: افق‏‫، ‏‫۱۴۰۳.
- کیفرجو (ترجمۀ فصلی از کتاب)، ترجمۀ علی خدادادی، تهران: سیفتال‏‫‬، ۱۴۰۰.